# Meerenge

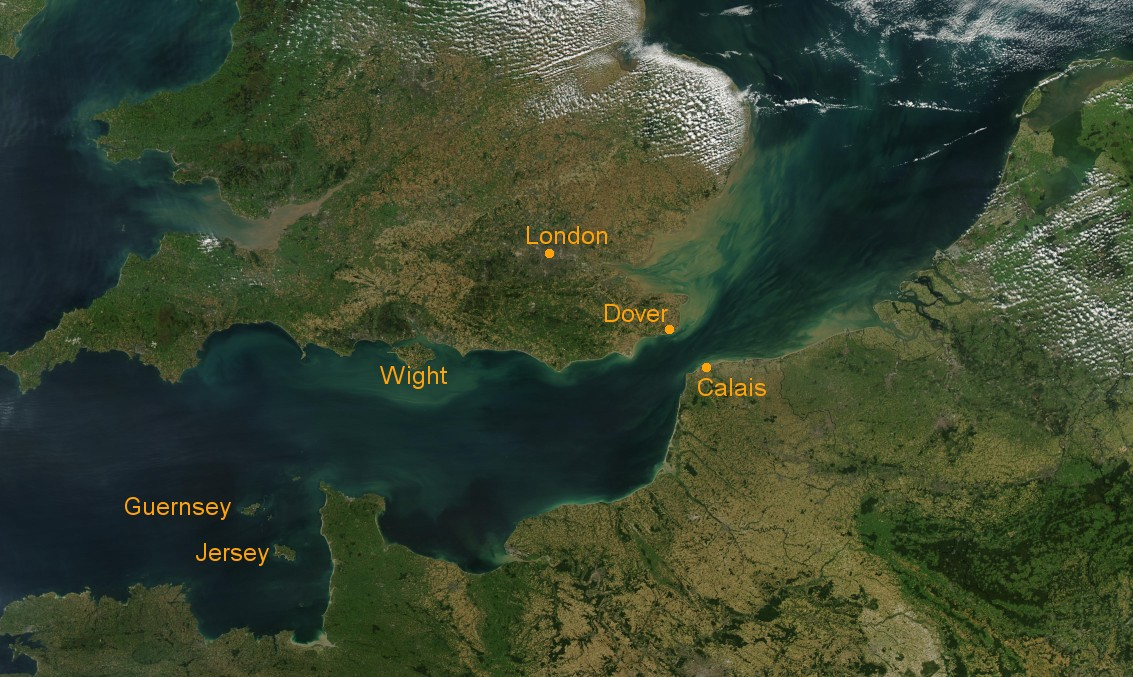
Meerenge zwischen Großbritannien und Frankreich (Ärmelkanal)

Eine Meerenge, auch Meeresstraße (kurz Straße) oder Kanal, regional auch als Belte und Sunde benannt, ist eine Stelle eines Meeres, an der sich zwei Landmassen nahekommen und so einen Engpass des Meeres bilden. Meerengen sind (und waren vor allem früher) von großer strategischer Bedeutung für die Schifffahrt. Das Gegenstück ist die Landenge (Isthmus).

## Politische Bedeutung
Meerengen waren schon im Altertum aufgrund ihrer strategischen Bedeutung begehrte Gebiete. Ihre Kontrolle konnte erhebliche Macht verleihen, daher waren sie oft Objekt politischer Einflussnahme.
Durch das Seerechtsübereinkommen ist international sichergestellt, dass Schiffe und Luftfahrzeuge das Recht der unbehinderten Transitdurchfahrt durch Meerengen haben. Allerdings gilt in einer Meerenge, die durch eine Insel eines Meerengenanliegerstaats und dessen Festland gebildet wird, dieses Recht nicht, wenn seewärts der Insel ein in navigatorischer und hydrographischer Hinsicht gleichermaßen geeigneter Seeweg durch die Hohe See oder eine ausschließliche Wirtschaftszone vorhanden ist.

## Beispiele von Meerengen
Der Bosporus und die Dardanellen waren in der Geschichte besonders umkämpft. Es wird vermutet, dass der Trojanische Krieg nicht zuletzt geführt wurde, um die Kontrolle Trojas über die Dardanellen zu beenden. Im Candia-Krieg (um Kreta) blockierten die Venezianer im 17. Jahrhundert gezielt die Dardanellen, um die Versorgungslage im Osmanischen Reich, vor allem in Istanbul, zu verschlechtern. Die Frage um die Kontrolle über Bosporus und Dardanellen trug 1914 zur Bindung des Osmanischen Reiches an die Mittelmächte bei, mit deren Hilfe die Türken die Meerengen 1915/1916 in der Schlacht von Gallipoli im Ersten Weltkrieg erfolgreich gegen die Entente verteidigen konnten, bevor das Osmanische Reich schließlich 1918 zusammenbrach.
Um die Straße von Gibraltar und damit den Seeweg vom Atlantischen Ozean in das Mittelmeer unter Kontrolle zu bringen, eroberte Großbritannien 1704 gemeinsam mit den Niederländern Gibraltar und machte Felsen und Stadt 1830 zur britischen Kronkolonie. Sie wurde mit der Eröffnung des Suezkanals sogar noch wichtiger, da sie nun den kürzeren Seeweg zur britischen Kolonie Indien sicherte.
Weitere Meerengen:
- Nordsee – Atlantik
  - Ärmelkanal mit The Solent und der Straße von Dover zwischen Großbritannien und Frankreich
- Ostsee einschließlich Kattegat
  - Öresund zwischen Seeland und dem schwedischen Schonen
  - Großer Belt zwischen den dänischen Inseln Fünen und Seeland
  - Kleiner Belt zwischen Fünen und Jütland
  - Alsensund zwischen Insel Alsen und Halbinsel Sundewitt
  - Fehmarnbelt zwischen Fehmarn und Lolland
  - Fehmarnsund zwischen Fehmarn und deutschem Festland (Wagrien)
  - Strelasund zwischen Stralsund und Rügen
- Atlantik – Europäisches Nordmeer (von Süd n. Nord)
  - Bristol Channel (der Bristolkanal) ist ein Bspl. für eine so benannte trichterförmige Meeresbucht beginnend an der Flussmündung des Avons
  - St George’s Channel (St.-Georgs-Kanal)
  - North Channel, Nordkanal – früher: Irish Channel
  - Sound of Mull (vor der Westküste Schottlands)
  - Suðuroyarfjørður zwischen Suðuroy und den übrigen Färöern
- Westlicher Atlantik
  - Long Island Sound zwischen der Insel Long Island und der Küste von Neuengland
- Asowsches Meer – Schwarzes Meer
  - Straße von Kertsch
- Schwarzes Meer – Marmarameer
  - Bosporus in Istanbul
- Marmarameer – Ägäisches Meer
  - Dardanellen
- Tyrrhenisches Meer – Ionisches Meer
  - Straße von Bonifacio zwischen Korsika und Sardinien
  - Straße von Messina zwischen Kalabrien und Sizilien
  - Straße von Sizilien zwischen Sizilien und Tunesien
- Adriatisches Meer – Ionisches Meer
  - Straße von Otranto zwischen Apulien und Albanien
- Ägäis
  - Euripos-Kanal zwischen Euböa und Attika (schmalste Meerenge der Welt, 40 m)
- Arabisches Meer – Persischer Golf
  - Straße von Hormus zwischen Persien und Oman
- Rotes Meer
  - Bab al-Mandab – Verbindung zum Golf von Aden
- Indischer Ozean – Pazifischer Ozean
  - Straße von Malakka zwischen Sumatra und der Malaiischen Halbinsel
  - Straße von Johor zwischen der Malaiischen Halbinsel und Singapur
  - Sundastraße zwischen Sumatra und Java
  - Lombokstraße zwischen Bali und Lombok
  - Torresstraße zwischen Neuguinea und Nordaustralien
  - Bass-Straße zwischen Victoria und Tasmanien
  - Palkstraße zwischen Tamil Nadu (Indien) und Sri Lanka
- Japanisches Meer – Pazifischer Ozean
  - Tatarensund zwischen Sachalin und Amurgebiet
  - La-Pérouse-Straße zwischen Sachalin und Hokkaidō
  - Tsugarustraße zwischen Hokkaidō und Honshū
  - Seto-Inlandsee zwischen Honshū, Shikoku und Kyūshū
  - Koreastraße zwischen Kyūshū und Korea
- Korallenmeer (Pazifischer Ozean)
  - Great Sandy Strait zwischen Australien und K’gari
- Pazifischer Ozean – rund Vancouver Island (Kanada)
  - Juan-de-Fuca-Straße
- Pazifischer Ozean – Bucht von San Francisco
  - Golden Gate nördlich von San Francisco
- Atlantischer Ozean – Pazifischer Ozean
  - Magellanstraße zwischen Patagonien und Feuerland
- Pazifischer Ozean – Arktischer Ozean
  - Beringstraße zwischen Alaska und Sibirien
- Atlantik-Nordpolarmeer:
  - Davisstraße zwischen Kanada und Grönland; sie verbindet die Labradorsee mit der Baffin Bay
  - Naresstraße zwischen Grönland und der Ellesmere-Insel; sie verbindet die Baffin Bay mit der Lincolnsee und wird im weiteren Verlauf auch Kennedy- bzw. Robeson-Kanal genannt.
- Laptewsee – Ostsibirische See:
  - Laptew-Straße
  - Sannikow-Straße